# Драган Перић (књижевник)
Драган Л. Перић (Београд, 1962 — Београд, 1. октобар 2022) био је српски писац, новинар, историчар и хроничар културе, сценариста, стрип цртач, уредник и графички дизајнер.
Перић је био најпознатији као историчар старог Београда под именима „Намћор овдашњи“ и „Капетан времеплова“.

## Биографија
Као графички дизајнер и технички уредник радио је преко 30 година, у више дневних новина и часописа: Политика, Наша крмача, Темпо, Стар, као и на графичкој припреми књига и обликовању Интернет сајтова.
Током 1980-их писао је сценарија за стрипове које су цртали Драган Лазаревић, Војислав Васиљевић, Давид Вартабедијан, Стева Шиник, Фрања Страка, Милорад Жарић и Грујица Миловановић. Као комплетан аутор око 1992. за недељник Радио ТВ ревија црта недељни стрипски каиш „Капетан Книнџа“, а касније, за исти недељник црта каиш „Минусов плус“ на сценарио Драгутина Карла Минића. Као комплетан аутор радио је стрипску серију „Канал Икс“ за недељни додатак „Антена“ дневног листа Експрес Политика 1995—1997. године. Накратко је сарађивао и са стрипском рубриком листа 24 часа 1997. године. Након тога више није радио стрипове.
Најпознатији је као историчар старога Београда. На тему старог Београда писао је за дневни лист Политика (2003–2005; сакупљено у књигу Свако јуче беше боље 2009), за часопис Србија – национална ревија,, за Политикин додатак „Магазин”, сопствена издања као што су Интернет недељник Београдски шетач, Времеплов и месечне штампане свеске Репата звезда, чија су тема управо стари Београд, представљене на папиру и квалитету штампе као новине средином 1920-их година.
У исти миље, Београд 1926-1928, смештен је радњом и Перићев роман Обична прича (2012). Укупно је као писац и издавач објавио шест књига на тему старог Београда.
Познат је по живим наступима о прошлости града у култној кафани „Златно буренце“, савамалском клубу „Антика“ и другим местима друштвеног живота Београда. Теме предавања су четири градске капије (Видин, Стамбол, Сава, Варош), женска мода некада, долазак браће Лимијер и прихватање филма, прва филмска пројекција у кафани „Златни крст“ и друге.
Био је члан Удружења стрипских уметника Србије.

## Признања (секција под израдом)
- Звање Витез од духа и хумора (Гашин сабор, 2018), додељују Центар за уметност стрипа Београд при Удружењу стрипских уметника Србије и Дечји културни центар Београд[1]